# Адяр
Адяр (на Тамилски. அடையாறு – Aṭaiyāṟu, англ. Adyar) е град в Индия, предградие на Ченай (до 1996 г. Мадрас). Градът получава името си от река Адяр, която минава през северните му граници. Бил използван като ловна площ от британски служители на Форт „Св. Георги“ от 1680 г. нататък, макар той да се споменава за първи път като предградие на Мадрас само в картата от 1740 година, когато британците са го закупили и интегрирали с Мадрас. Известен с разположената в него щаб-квартира на Теософското общество, Адяр започва да расте бързо в началото на 20 век след основаването на седалището в града.
Устието на река Адяр е дом за над сто вида птици, но е било засегнато от урбанизацията. Адярският Еко Парк е създаден от правителството на Тамил Наду през януари 2011 г. за възстановяване на тази крехка еко-система в естественото и състояние.

## Училища
Училищата в квартала са Kendriya Vidyalaya, Bala Vidya Mandir, The Hindu Senior Secondary School, Bharath Senior Secondary School, Sri Sankara Senior Secondary School, Sishya, St Johns English School & Junior College The School K.F.I. and the twin schools of St. Michael's Academy and St. Patrick's.